# Вознесенск
Вознесенск (на украински: Вознесенськ) е град в Южна Украйна, Вознезенски район на Николаевска област.
Основан е през 1795 година. Населението му е около 42 248 души.